# Лысово (Рязанская область)
Лысово — опустевшая деревня в Клепиковском районе Рязанской области. Входит в состав Бусаевского сельского поселения.

## География
Находится в северной части Рязанской области на расстоянии приблизительно 13 км на восток по прямой от районного центра города Спас-Клепики
На западе деревни находится возвышенность и урочище Лысая гора

## История
В 1897 году здесь (деревня Рязанского уезда Рязанской губернии) было учтено 34 двора.

## Население
Численность населения: 240 человек (1897 год), 4 в 2002 году (русские 100 %), 0 в 2010.